# Renault Ares
Renault Ares er en busmodel produceret af den franske fabrikant Renault Bus til regionalkørsel, som blev introduceret i oktober 1998 som efterfølger for Tracer. Post und Telekom Austria købte i 1999 200 eksemplarer af Renault Ares. Modellen var den sidste busmodel lanceret af Renault V.I. I 2002 blev modellen afløst af Irisbus Ares.

## Beskrivelse
Renault Ares drives af en dieselmotor med udstødningsnormen Euro 3 og et slagvolume på 11.110,40 cm³. Effekten varierer fra 340 til 424 hk.
Bussen har 61 siddepladser.

## Billeder
- Førerplads
- Indstigning
- Passagerkabine, set forfra og bagud
- Passagerkabine, set bagfra og fremad